# Steampunk

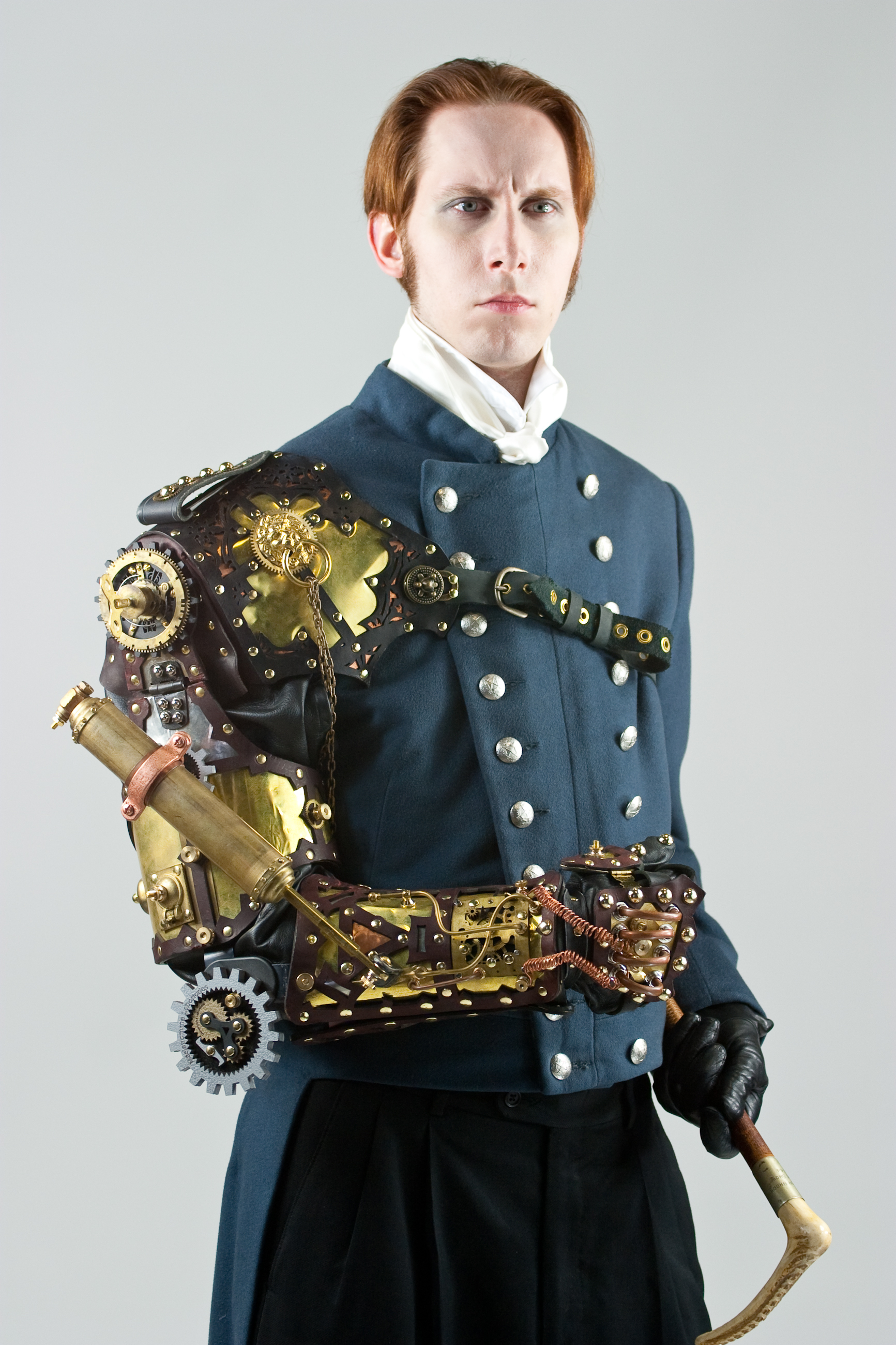
G. D. Falksen amerikai író steampunk stílusú öltözékben

A steampunk (ejtsd: sztímpánk, az angol kifejezés magyarul am. gőzpunk) az 1980-as évek végétől megjelenő, elsősorban kortárs stílus és tematika, másodsorban alternatív művészeti szubkultúra, amely a legkülönbözőbb művészeti formáktól kezdve (szépirodalom, képzőművészet, művészfilmek, ponyvairodalom, popzene, számítógépes játékok, képregények stb.), a mindennapi tárgykultúrában és formatervezésben is egyaránt megmutatkozik.
- A steampunk mint stílus az ún. neoviktoriánus stílusból (viktoriánus éra) meríti formáit, ezeknek egyfajta újraromantizálását vagy jelenkori dekadenciáját adja.
- A steampunk mint tematika (és nem műfaj) a sci-fi egyik altematikájának is tekinthető, amely az időbeli anakronizmus (kortévesztés) harmadik formájából, az elképzelt jövő tematikai elemeiből alkotja meg tartalmát[2] (paleo-futurizmus). Ilyen elem a steampunkban az elképzelt technológiai vívmányok és találmányok szerepeltetése, amelyek Cory Gross nyomán Celeste Olalquiaga giccselméletének megfelelően a steampunk két alapvető típusát adja:[3]

Fajtái:
- 1. Melankolikus steampunk: amikor ezek az elemek a cyberpunkhoz hasonlóan posztapokaliptikusak és dekadensek.
- 2. Nosztalgikus steampunk: amikor ezek az elemek egy olyan fiktív technológiai aranykorból megmaradt vívmányok, melyek pozitívabb színben tűnnek fel régiségükkel az információtechnológiai forradalom és az internet korában.[4]

## Proto-steampunk

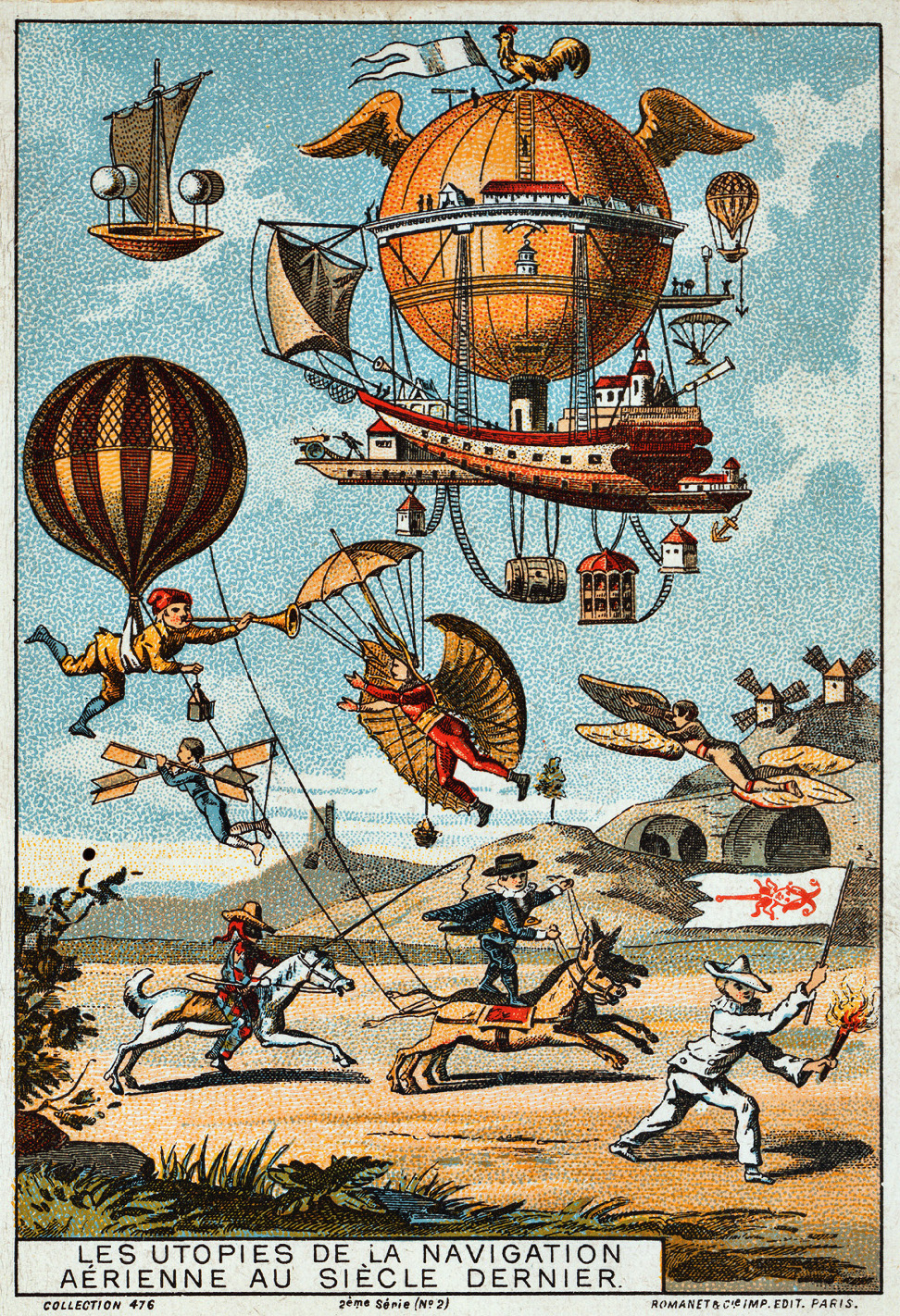
A 19. század utópisztikus repülőgépei, Franciaország, 1890–1900

A szakirodalom azokat a műveket tekinti proto-steampunknak, amelyek a 19. századi tudományos fantasztikus románcokhoz nyúlnak vissza (Jules Verne, H. G. Wells, Mark Twain, Mary Shelley), esetleg ezeknek adaptációi, újraírásai, olvasatai. Nyugaton ilyennek tekintik: Mervyn Peake: Titus Alone (1959) c. művét, a CBS Wild Wild West című televíziós sorozatát (1965-1969), Thomas Pynchon: Under The Rose c. novelláját (Slow Learner kötetben, 1969), Keith Laurmer: World of Imperium c. alkotását (1962), Ronald W. Clark 1967-es regényét a Queens Victoria Bomb's-ot és ide sorolják még Michael Moorcock steampunk trilógiájának első darabját is.
A proto-steampunk nemcsak a nyugati kultúrákban éreztette hatását. A csehszlovák filmművészetben Karel Zeman animációi és Oldřich Lipský (Tajemství hradu v Karpatech (Várkastély a Kárpátokban) 1980, Adéla ještě nevečeřela (Nick Carter a szuperdetektív) 1977) filmjei mutatnak erős korai steampunk hatásokat.
Erre az időszakra tehető a steampunk körökben híressé vált kiadvány a Leonard de Vries által szerkesztett, a 19. század képtelen találmányait tartalmazó: Furcsa találmányok (Victorian Inventions) c. könyvének megjelenése is 1971-ben. (Hasonló kezdeményes ekkoriban Magyarországon Greguss Ferenc: Élhetetlen feltalálók, halhatatlan találmányok c. munkája, és a csehszlovák Ladislav Švihran: Hallgatag barátaink c. műve)
A proto-steampunk értelmezéséhez hozzátartozik, hogy mivel az irodalomban, a 19. századi szerzők munkáinak olvasása közben nem tudunk elvonatkoztatni saját korunk olvasási normáitól, így a steampunk elődeinek tekintett szerzők műveit (Jules Verne, H. G. Wells, hazánkban Jókai Mór (pl. A jövő század regénye), Jósika Miklós, Tóvölgyi Titusz tudományos fantasztikus regényeit stb.) szintén tekinthetjük proto-steampunk alkotásoknak.

## A steampunk kezdete és elterjedése

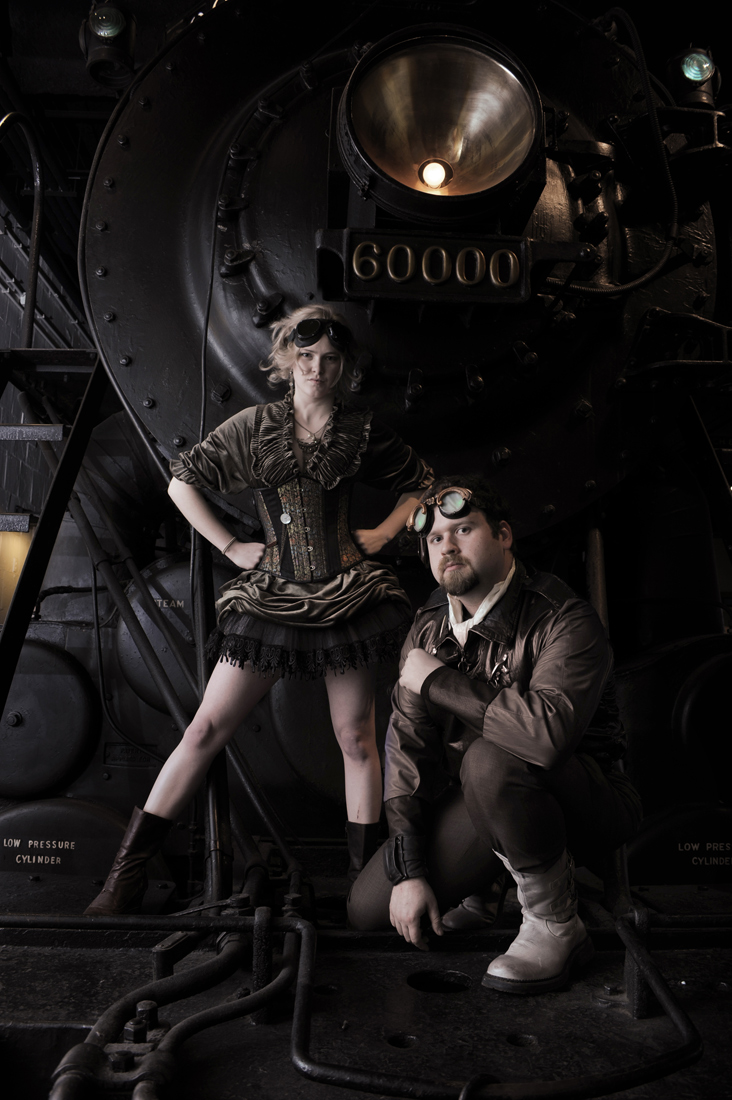
Steampunk témájú fotó

Kezdetben, az első steampunk művek megjelenésekor a steampunkot a cyberpunk egyik variációjának tekintették. A legkorábbi steampunk művek az 1970-es években jelentek meg, de a nyugati szakirodalom az igazi steampunk megjelenését az 1980-as évek végére datálja. Sok mű ekkor még cyberpunk mese a 19. századba helyezve.

### Jelentős szerzők és művek
James Blaylock: Morlock Nights (1979), Homunculus (1986), Infernal Devices (1987)
Tim Powers: Anubisz kapui (Anubis Gates) (1983)
A steampunk a kilencvenes évek elejére válik tudatos tendenciává. Ebben a korszakban jelennek meg olyan művek, mint Paul di Filippo Steampunk Trilogy című regénysorozata, valamint William Gibson és Bruce Sterling A gépezet (angolul: The Difference Engine) című regénye.
Philip Reeve a 2000-es évek elején jelentkezett később nagy lélegzetű sorozattá fejlesztett művével, a Ragadozó városokkal, amelyből 2017-ben Peter Jackson készített filmváltozatot.

## A steampunk kategóriái

### Historikus steampunk
A steampunk egyik alkategóriája. Olyan tudományos-fantasztikus fikció, mely olyan alternatív jövőt vagy jelent tartalmaz, ahol nem indul be az elektromosság elterjedése, és így az információtechnológia forradalom is másmilyen eszközök által valósul meg, mint ahogy napjainkban megvalósult. pl. League of Extraordinary Gentlemen comic book.

### Steampunk fantasy
Szinte nincs is bennük tudományos fantasztikum. A steampunk csak díszlet, csak háttér, egy hagyományos fantasy keretét szolgáltatja.
A steampunk stílusú fantasyregényeket gaslamp fantasynek („gázlámpás fantasy”) is szokták nevezni. Ilyenek például a Van Helsing, Az Álmosvölgy legendája és az A szövetség című filmek is.

### Variációk
Amikor a steampunk másféle tematikákkal stílusokkal keveredik. Ide sorolják a steampunk western sci-fi-vel, dieselpunkkal, cyberpunkkal, clockpunkkal kevert változatait.

## Steampunk divat, tárgykultúra

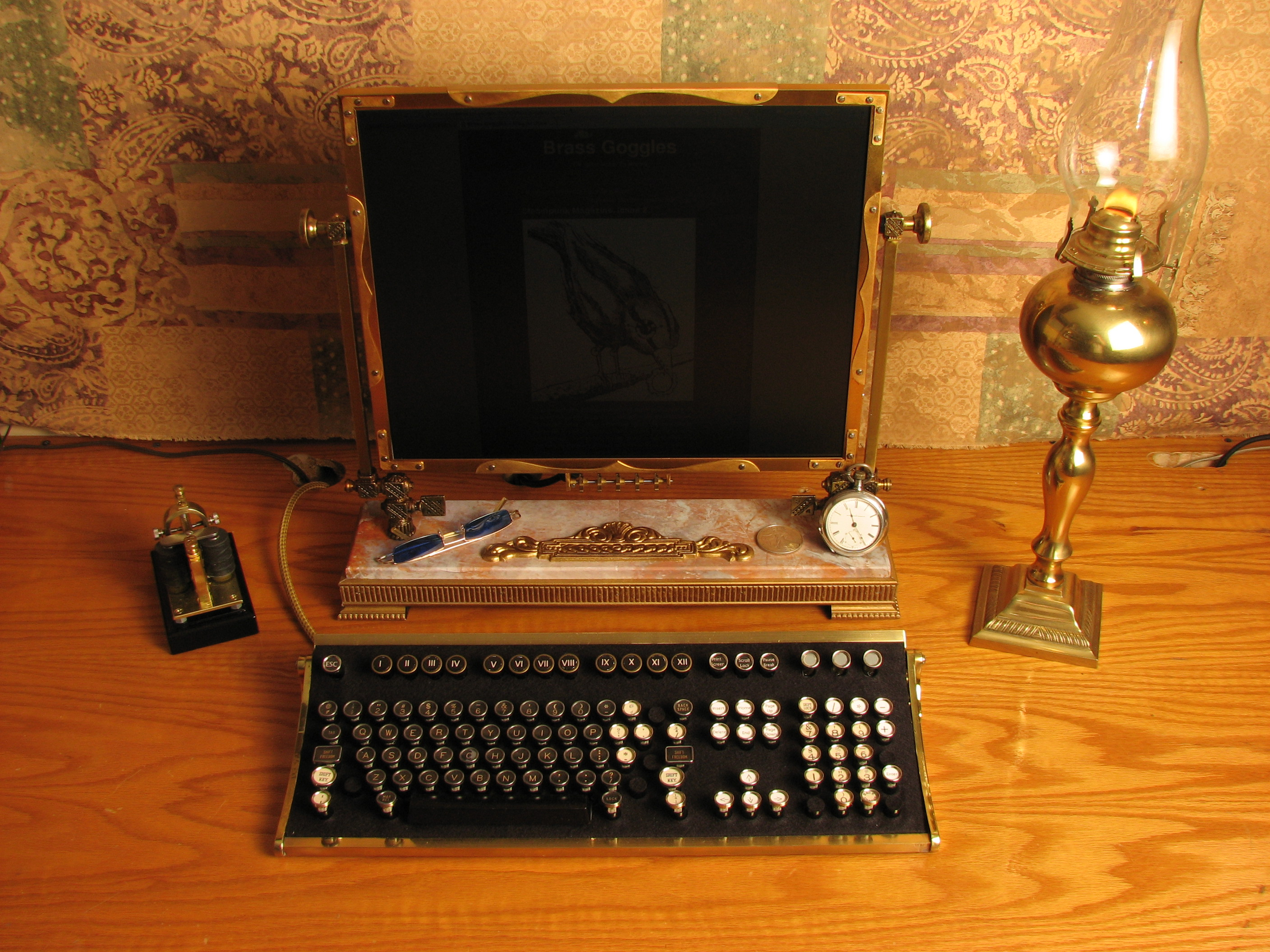
Steampunk stílusú asztali számítógép

A steampunkban jelentős a tárgykultúrában, iparművészetben betöltött szerepe. Jelentős irányzattá vált napjainkban a modern eszközök pl. számítógép, mobiltelefon, elektromos gitár "régiesítése", amelyet napjainkban egyre gyakrabban hívnak a "steampunkosnak". Gyakori díszítőelemek ilyenkor: a fogaskerék, kulcsok, csavarkulcsok, óraműves alkatrészek, fémcsövek, fém- esetleg fa, kaucsuk (de semmiképpen sem műanyag) alkatrészek szerepeltetése. Jellemző színek az óarany, az ólmos (esetleg abszint-zöld) árnyalatok. A steampunk design szintén a neoviktoriánus formákhoz vonzódik, ezeket keveri esetleg szecessziós vagy későrokokós, eklektikus stílussal.
A steampunk divat általában az aktuális trendeket vegyíti 18. vagy 19. századinak tartott idealizált elemekkel, ezekhez teszi hozzá a fogaskereket, vagy az alkatrészeket, mint díszítést. Az ornamentikában érintkezik valamennyire a punkosabb divatirányzatokkal is, ahol ezek az alkatrészek (fogaskerék, kulcs stb.) a szokásos punk (pl. tű, sörös doboz nyitó fogantyú) diszítőeszközöket helyettesítik.
Főképp a melankolikus steampunk tárgykultúrára jellemző a morbiditás, mint pl. a clockpunk taxidermia, vagy a roncsolt porcelánbabák, archaizált robotikus szerkezetek, automaták műalkotássá minősítése.

## Steampunk a szubkultúrában
A steampunknak napjainkban is létező kultusza van. A világhálón a google mintájára létrehozták a Brass Goggles nevezetű blogot, ami a legnaprakészebb steampunk eseményekről tudósít.
A Steampunk Magazine pedig a steampunk kultikus, saját folyóiratának tekinthető.
A világ különböző országaiban steampunk közösségek alakulnak. Ilyen pl. First Viennese Anachronistic Society az osztrák, vagy a Hungarian Steampunk Community a magyar steampunk közösség.

## Steampunk mint művészetfilozófia, esztétika
Világképe alapvetően nosztalgikus. Esztétikája az ebből a nosztalgiából származó giccsélmény felfedezése, újraértelmezése. Filozófiai síkon leginkább az információtechnológiai forradalom ellen lázadó beletörődésnek tekinthető, ahol a romantikus felértékelésével és a posztmodern anakronizmussal próbál kifejeződni a viszony a különböző technológiák és az ember között feszülő ellentétek vagy éppen szorosabbnak tekinthető kapcsolatok feltárása között. Időképe a pop-kultúrákon belül tudatosan rugalmas. A steampunk művek néha az időfilozófiákra is hivatkoznak. Egy alternatív jövő illetve jelen megalkotása, a különböző idősíkok keverése az időtlenség érzetét keltve általánosabban és mindig fikciósan fejezi ki a jelenkor mondanivalóját. Popularitásának tudatában nem feltétlenül alkalmazkodik a magas kultúra viszonyaihoz. Egy steampunk mű tehát a klasszikus értelemben nem is sci-fi igazán, mert nem realista, egy megtörténhetetlen, bekövetkezhetetlen jövőt vagy alternatív jelent ír le. A steampunk a posztmodernben a gépi roncs, a rom, a régi idealizálásával, az információs és az ipari forradalom párhuzamba állításával sajátosan mai, kevert idejű létállapotot tükröz.

## Viták a steampunk körül
A steampunk meghatározása körül - nevének esetlegessége miatt - jelenleg is viták zajlanak. 
- A tágabb értelmezés szerint a legtöbb kortárs neoviktoriánus tendencia steampunknak írható le.
- A szűkebb értelmezés szerint csak az steampunk, amely művekben gőzzel működő technológiai vívmányok szerepelnek, vagy azok a tárgyak, amelyek gőzzel működnek. Ez a vélekedés viszont újabb - majdnem átláthatatlan - alstílusok és altematikák megszületését eredményezi, mint clockpunk, netán teslapunk, és kizárja a steampunknak a cyberpunkkal, retro-futurizmussal, dieselpunkkal és a paleo-futurizmussal való szorosabb kapcsolatát.

A steampunknak az ehhez hasonló viták nyomán szinonimái is vannak, mint pl. „viktoriánus tudományos fantasztikum” (Victorian Science Fiction), „tudományos románc” (Scientific Romance), „az iparodosodás korának tudományos fikciója” (Industrial Age Science Fiction), „indusztriális fantasy” (Industrial Fantasy), „Voyages Extraordinaires”, „gázlámpás fantasy” (Gaslamp Fantasy).

## Magyarul megjelent külföldi steampunk regények
- China Miéville: Perdido pályaudvar, végállomás 1-2 (Ulpius-ház Könyvkiadó, 2004)
- China Miéville: Armada (Metropolis Media, 2008)
- Philip Reeve: Ragadozó városok (Animus, 2006)
- Christopher Priest: A tökéletes trükk (Delta Vision KFT, 2007, ISBN 9789639679481)
- K. W. Jeter: Morlockok éjszakája. In: Utazások az időgéppel (Móra Ferenc Ifjúsági Könyvkiadó, 1990)
- William Gibson - Bruce Sterling: A gépezet (Nagual Publishing, 2005)
- Tim Powers: Anubisz kapui (Valhalla Páholy, 2001)
- Catherine Fisher: Incarceron (Pongrác, 2011, ISBN 9786155131165)
- George Mann: Mechanikus London (Főnix, 2012)
- Scott Westerfeld: Leviatán (Ad Astra, 2012)
- Scott Westerfeld: Behemót (Ad Astra, 2013)
- Scott Westerfeld: Góliát (Ciceró, 2014)
- Stephen Baxter: Antijég (Metropolis Media, 2014)

## Magyar steampunk irodalom
- W. Hamilton Green: Mars 1910, (Kiadó: Valhalla Páholy, Kiadási év: 1997)
- László Zoltán: Nagate (Kiadó: Delta Vision, 2005)
- László Zoltán: Nulla pont (Kiadó: Metropolis Media, 2009)
- Pintér Bence – Pintér Máté: A szivarhajó utolsó útja, (Kiadó: Agave Könyvek, Kiadási év: 2012)
- Tolnai Viktor: Az Örökmozgó (Kiadó: Underground, 2020)
- Tolnai Viktor: A Kraken Visszatér (Kiadó: Underground, 2021)

## Steampunk képregények
- Fullmetal Alchemist (Square Enix, 2001)
- Kuroshitsuji (Tobosa Yana, 2006)
- Pandora Hearts (Square Enix, Jun Mochizuki)
- Tegami Bachi (テガミバチ, Letter Bee)
- The League of Extraordinary Gentlemen (America's Best, 1999)
- D.Gray-man
- Girl Genius (internetes képregény, 2005)
- Somogyi György-Dobó István-Tebeli Szabolcs: Kittenberger - Fabriqué en Belgique (2016)
- Bloodlust (http://www.bloodlust.hu/blc/index.php)

## Steampunk filmek
- Metropolis (1927)
- Az elveszett gyermekek városa (The City of Lost Children, 1994)
- Wild Wild West – Vadiúj vadnyugat (Wild Wild West, 1999)
- Az Álmosvölgy legendája (Sleepy Hollow, 1999)
- Vidocq (2001)
- Az időgép (The Time Machine, 2002)
- A kincses bolygó (Treasure Planet, 2002)
- A szövetség (The League of Extraordinary Gentlemen, 2003)
- Sky kapitány és a holnap világa (2004)
- Van Helsing (2004)
- 80 nap alatt a Föld körül (2004)
- Pokolfajzat (2004)
- Hellboy II. – Az aranyhadsereg (Hellboy 2 - The golden army, 2008)
- Lemony Snicket: A balszerencse áradása (The Series of Unfortunate Events, 2004)
- A tökéletes trükk (The Prestige, 2006)
- Az arany iránytű (The Golden Compass, 2007)
- Mutáns krónikák (Mutant chronicles, 2008)
- 9 (2009)
- Sherlock Holmes (2009)
- Sherlock Holmes 2. – Árnyjáték (2011)
- A leleményes Hugo (Hugo, 2011)
- A három testőr (2011)
- Álomháború (2011)
- Boszorkányvadászok (2013)
- Pán (2015)
- Kincsem (film, 2017) (Kincsem, 2017)
- Ragadozó városok (film) (Mortal Engines, 2018)
- A titkos kert (Secret Garden 2020)

## Steampunk zenék
- Abney park
- The Clockwork Quartet
- Vernian Process
- The Cog Is Dead
- Panic! at the Disco
- Steam Powered Giraffe
- Poison Garden

## Magyar Steampunk zenék
- Lies Of The Machine

## Steampunk videójátékok
- BioShock
- Dishonored
- Rage
- Thief
- Bioshock Infinite
- Final Fantasy VII
- Frostpunk
- Sakura Taisen